# Liste von Sakralbauten in München

Stadtbezirke Münchens

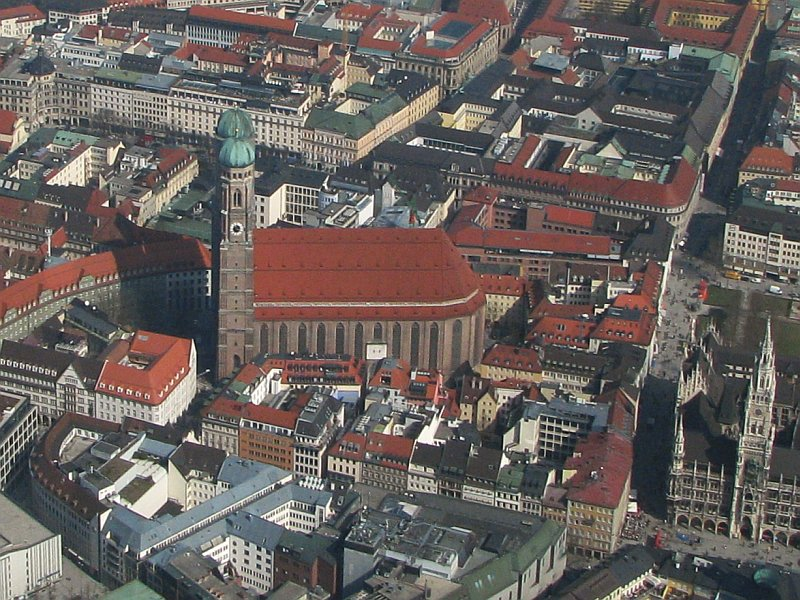
Frauenkirche (Liebfrauendom)

Die Liste von Sakralbauten in München listet nach Glaubensgemeinschaften und Konfessionen unterteilt die Kirchengebäude und sonstigen Sakralbauten in der bayerischen Landeshauptstadt München auf.

## Christentum

### Römisch-katholische Kirchen und Kapellen
| Bild           | Name                                                                                   | Lage                                                                           | Bauzeit              | Turmhöhe (m) | Anmerkungen, Baustil |
| -------------- | -------------------------------------------------------------------------------------- | ------------------------------------------------------------------------------ | -------------------- | ------------ | --- |
| weitere Bilder | St. Achaz                                                                              | Sendling Fallstraße 11a (Standort)                                             | 1927–1928            | 42,50        | neobarocker Neubau nach Plänen von Richard Steidle in Anlehnung an die frühere Kirche |
|                | St. Agnes                                                                              | Lerchenau Waldrebenstraße 15a (Standort)                                       | 1957                 |              | |
|                | St. Albert                                                                             | Freimann Situlistraße 83 (Standort)                                            | 1933                 |              | |
| weitere Bilder | Allerheiligenkirche                                                                    | Alte Heide (Schwabing) Ungererstraße 187 (Standort)                            | 1956–1957            |              | |
| weitere Bilder | Allerheiligenkirche am Kreuz (kurz: Kreuzkirche)                                       | Altstadt Kreuzstraße 10 (Standort)                                             | 15. Jh.              |              | spätgotische ehemalige Friedhofskirche von St. Peter 1478–1485 |
|                | Kapelle ehemaliges Altenheim München-West                                              | Pasing Kapruner Straße 8 (Standort)                                            | 1954–57              |              | erhaltenes Denkmal des ehemaligen Altenheims München-West; jetzt durch den Neubau des Alfons-Hoffmann-Altenheims ersetzt |
| weitere Bilder | St.-Anastasia-Kapelle                                                                  | Hadern im Waldfriedhof (Standort)                                              | 1932                 |              | |
| weitere Bilder | St. Andreas                                                                            | Isarvorstadt Zenettistraße 44 (Standort)                                       | 1953                 |              | Kirchenbau in schlichter Sachlichkeit der beginnenden 1950er Jahre |
| weitere Bilder | Klosterkirche St. Anna im Lehel                                                        | Lehel St.-Anna-Straße 21 (Standort)                                            | 1727–1733            |              | erste Rokokokirche Münchens |
| weitere Bilder | Pfarrkirche St. Anna im Lehel                                                          | Lehel St.-Anna-Platz 5 (Standort)                                              | 1887–1892            |              | Neuromanik |
| weitere Bilder | Wallfahrtskirche St. Anna                                                              | Harlaching Harlachinger Berg 30 (Standort)                                     | Mitte des 12. Jh.    |              | Neubau der baufälligen Kirche unter Beibehaltung von mittelalterlichen Teilen zwischen 1753 und 1761. |
| weitere Bilder | St. Ansgar                                                                             | Solln Stockmannstraße 45 (Standort)                                            | 1975                 |              | Ökumenisches Kirchenzentrum mit der evangelischen Petruskirche (2024 entwidmet), erbaut von Ernst Maria Lang |
| weitere Bilder | St. Anton                                                                              | Isarvorstadt Kapuzinerstraße 36 (Standort)                                     | 1893–1895            |              | Klosterkirche des Kapuzinerklosters, Neuromanik |
| weitere Bilder | Asamkirche (auch: St. Johann Nepomuk)                                                  | Altstadt Sendlinger Straße 32 (Standort)                                       | 1733–1746            |              | Von Egid Quirin Asam mit seinem Bruder Cosmas Damian ab 1733 errichtete Kirche, Filiale von St. Peter. |
| weitere Bilder | St. Augustinus                                                                         | Trudering St.-Augustinus-Straße 2 (Standort)                                   | 1954–1955            |              | Schlichte, moderne Hallenkirche aus den 1950er-Jahren |
| weitere Bilder | St. Barbara                                                                            | Schwabing Infanteriestraße 15 (Standort)                                       | 1914–1923            |              | Filialkirche von St. Benno |
|                | Krankenhauskirche Barmherzige Brüder                                                   | Nymphenburg Romanstraße 93 (Standort)                                          |                      |              | |
| weitere Bilder | St. Benedikt                                                                           | Schwanthalerhöhe (Westend) Schrenkstraße 2 (Standort)                          | 1877–1881            |              | Die 1881 eingeweihte Kirche wurde im Zweiten Weltkrieg schwer beschädigt und bis 1950 wieder aufgebaut. |
| weitere Bilder | St. Benno                                                                              | Maxvorstadt Ferdinand-Miller-Platz 1 (Standort)                                | 1888–1895            | 64           | Neuromanik |
| weitere Bilder | St. Bernhard                                                                           | Ramersdorf Görzer Straße 86 (Standort)                                         | 1958–1959            |              | |
| weitere Bilder | St. Bonifaz                                                                            | Maxvorstadt Karlstraße 34 (Standort)                                           | 1835–1850            |              | Benediktinerabtei; Grabeskirche von Ludwig I. |
| weitere Bilder | St. Bruder Klaus                                                                       | Waldperlach Putzbrunner Straße 272 (Standort)                                  | 1968–1969            |              | |
| weitere Bilder | Bürgersaal                                                                             | Altstadt Neuhauser Straße 14 (Standort)                                        | 1709–1710            |              | Barock; Bet- und Versammlungssaal der Marianischen Männerkongregation »Mariä Verkündigung« am Bürgersaal zu München, wird seit 1778 als Kirche genutzt (Filiale der Dompfarrei)                                                                                             |
| weitere Bilder | St. Canisius                                                                           | Großhadern Canisiusplatz 1 (Standort)                                          | 1925–1926            |              | Pfarrgemeinde München-Großhadern |
| weitere Bilder | Christi Himmelfahrt                                                                    | Waldtrudering Waldschulstraße 4 (Standort)                                     | 1933                 |              | |
| weitere Bilder | Christkönig                                                                            | Nymphenburg Notburgastraße 7 (Standort)                                        | 1928–1930            |              | Kirche auf längsovalem, in zehn Konchen gegliederten Grundriss, durch einen angebauten Altarraum verlängert |
|                | St. Christoph                                                                          | Fasanerie-Nord Am Blütenanger 7 (Standort)                                     | 1970–1971            |              | |
| weitere Bilder | St. Clemens                                                                            | Neuhausen Renatastraße 7 (Standort)                                            | 1966–1967            |              | |
| weitere Bilder | Damenstiftskirche St. Anna                                                             | Altstadt Damenstiftstraße 1 (Standort)                                         | 1733–1735            |              | Rokoko, Filiale von St. Peter und Ort der tridentinischen Gottesdienste in München |
|                | Dominikuszentrum                                                                       | Nordhaide Hildegard-von-Bingen-Anger 1–3 (Standort)                            | 2008                 |              | |
| weitere Bilder | Schlosskapelle Hl. Dreifaltigkeit                                                      | Obermenzing Seldweg 15 (Standort)                                              | 1488                 |              | Spätgotik |
| weitere Bilder | Dreifaltigkeitskirche                                                                  | Altstadt Pacellistraße 6 (Standort)                                            | 1711–1718            |              | Barock, Filiale der Dompfarrei |
| weitere Bilder | St. Elisabeth                                                                          | Haidhausen Breisacher Straße 9a (Standort)                                     |                      |              | |
| weitere Bilder | St. Elisabeth                                                                          | Ludwigsvorstadt Mathildenstraße 10 (Standort)                                  |                      |              | Kirche steht heute der Rumänisch-Griechische Katholischen Gemeinde für Gottesdienste zur Verfügung. |
| weitere Bilder | St. Emmeram                                                                            | Englschalking Ostpreußenstraße 80 (Standort)                                   | 1931                 |              | Die 1931–32 erbaute Pfarrkirche wurde nach umfangreichen Erweiterungsmaßnahmen 1937 erneut eingeweiht. |
| weitere Bilder | Gedächtniskapelle St. Emmeram                                                          | St. Emmeram St. Emmeram 40 (Standort)                                          | 1866                 |              | als Ersatz für die 1820 abgerissene Kapelle St. Emmeram errichtet. |
|                | Erscheinung des Herrn                                                                  | Blumenau Terofalstraße 66 (Standort)                                           | 1969–1970            |              | |
| weitere Bilder | St. Florian                                                                            | Riem (Messestadt Riem) Platz der Menschenrechte 1 (Standort)                   | 2005                 |              | Teil des ökumenischen Kirchenzentrums mit der evangelischen Sophienkirche |
| weitere Bilder | St. Franz Xaver                                                                        | Trudering Sonnenspitzstraße 2 (Standort)                                       | 1966–1967            |              | Die 1936 nach Plänen von Richard Steidle erbaute Kirche wurde 1965 abgebrochen und eine neue Kirche am alten Platz wieder gebaut, die 1967 eingeweiht wurde. |
| weitere Bilder | St. Franziskus                                                                         | Untergiesing Hans-Mielich-Straße 14 (Standort)                                 | 1924–1926            |              | Planung Richard Steidle |
| weitere Bilder | Frauenkirche (offiziell: Dom zu Unserer Lieben Frau)                                   | Altstadt Frauenplatz 1 (Standort)                                              | 1468–1488            | 98,57        | Spätgotische Hallenkirche; Größte und bedeutendste Kirche sowie Wahrzeichen Münchens; Kathedralkirche des Erzbischofs von München und Freising |
| weitere Bilder | Frieden Christi                                                                        | Milbertshofen (Olympisches Dorf) Helene-Mayer-Ring 23 (Standort)               | 1970–1972            |              | Ökumenisches Zentrum evangelische und katholische Olympiakirche München 1972 Planung: Architekt Josef Karg und Partner Eckard Hauser |
|                | Fronleichnam                                                                           | Kleinhadern Senftenauerstraße 111 (Standort)                                   | 1956–1957            |              | |
| weitere Bilder | St. Gabriel                                                                            | Haidhausen Versailler Straße 20 (Standort)                                     | 1925–1926            | 45           | |
| weitere Bilder | St. Georg                                                                              | Bogenhausen Bogenhauser Kirchplatz 1 (Standort)                                | 1766–1768            |              | Rokoko |
| weitere Bilder | St. Georg                                                                              | Milbertshofen Milbertshofener Platz 1 (Standort)                               | 1912                 |              | |
| weitere Bilder | Alte St. Georgskirche                                                                  | Milbertshofen Alter St.-Georgs-Platz (Standort)                                | 1507                 |              | |
| weitere Bilder | St. Georg                                                                              | Obermenzing Dorfstraße 37a (Standort)                                          | vor 1315             |              | |
| weitere Bilder | St. Gertrud                                                                            | Harthof Weyprechtstraße 75 (Standort)                                          | 1955–1956            |              | |
|                | St. Hedwig                                                                             | Sendling-Westpark (am Waldfriedhof) Hirnerstraße 1 (Standort)                  | 1961–1962            |              | |
| weitere Bilder | Heilig Blut                                                                            | Bogenhausen Scheinerstraße 12a (Standort)                                      | 1934                 |              | |
| weitere Bilder | Heilige Familie                                                                        | Neuharlaching Am Bienenkorb 4 (Standort)                                       | 1930–1931            |              | Erster moderner Kirchenbau in München, nach Plänen von Richard Steidle, der sich stilistisch an die Romanik anlehnt. |
| weitere Bilder | Heilig-Geist-Kirche                                                                    | Altstadt Prälat-Miller-Weg 1 (Standort)                                        | 13./14. Jh.          |              | Gotische Hallenkirche, Innen barockisiert |
|                | Heilig Kreuz                                                                           | Gut Freiham Freihamer Allee 24 (Standort)                                      | 15. Jh.              |              | Spätgotische Hallenkirche aus der Mitte des 15. Jahrhunderts, 1620 im Architekturstil des Frühbarock umgebaut. |
| weitere Bilder | Heilig-Kreuz-Kirche                                                                    | Obergiesing Ichostraße 1 (Standort)                                            | 1866–1886            | 95,00        | letzte vollständig erhaltene neugotische Kirche Münchens |
| weitere Bilder | Heilig Kreuz                                                                           | Forstenried Forstenrieder Allee 180 (Standort)                                 | erste Hälfte 15. Jh. |              | frühere Wallfahrtskirche |
| weitere Bilder | Heilig-Kreuz-Kirche                                                                    | Fröttmaning Kurt-Landauer-Weg 8 (Standort)                                     | vor 815              |              | älteste Kirche im Stadtgebiet mit einem romanischen Fresko; letztes Zeugnis des Dorfes Fröttmaning; war mehrfach von Abbruch bedroht und wurde von Bürgerinitiativen gerettet                                                                                               |
| weitere Bilder | Heilig Kreuz (Kirche im Krankenhaus Schwabing)                                         | Schwabing Kölner Platz 1 (Standort)                                            | 1910                 |              | |
| weitere Bilder | Heiligste Dreifaltigkeit                                                               | Nymphenburg Maria-Ward-Straße 11 (Standort)                                    | 1963–1964            |              | Klosterkirche der Englischen Fräulein |
| weitere Bilder | St. Heinrich                                                                           | Sendling-Westpark Weilheimer Straße 6 (Standort)                               | 1934–1935            |              | |
| weitere Bilder | St. Helena                                                                             | Untergiesing Fromundstraße 2 (Standort)                                        | 1964                 |              | |
| weitere Bilder | Herz-Jesu-Kirche                                                                       | Neuhausen Lachnerstraße 8 (Standort)                                           | 1998–2004            |              | |
|                | Herz-Jesu-Kloster-Kirche                                                               | Gärtnerplatzviertel Buttermelcherstraße 10 (Standort)                          | 1953–1954            |              | steil proportionierte, dreischiffige, tonnengewölbte Halle mit eingeschnürtem, von oben belichtetem Chorraum, Stahlbetonskelett mit Trümmerziegel-Ausfachungen, von Alexander von Branca und Herbert Groethuysen; mit Ausstattung; Glockenturm, an der Südecke – Baudenkmal |
| weitere Bilder | Herzogspitalkirche                                                                     | Altstadt Herzogspitalstraße 7 (Standort)                                       | 1956–1957            |              | Neubau mit erhaltenem Barockturm, Filialkirche von St. Peter |
|                | St. Hildegard                                                                          | Pasing Paosostraße 25 (Standort)                                               | 1962                 |              | |
|                | St. Ignatius                                                                           | Neuhadern Guardinistraße 83 (Standort)                                         | 1977–1979            |              | |
| weitere Bilder | St. Jakob am Anger (auch: Jakobskirche)                                                | Altstadt-Angerviertel St.-Jakobs-Platz 1 (Standort)                            | 1955–1957            |              | Kloster- und Institutskirche der Armen Schulschwestern Unserer Lieben Frau |
| weitere Bilder | St. Jakobus                                                                            | Neuperlach Quiddestraße 35b (Standort)                                         | 2016–2019            |              | Die 2019 geweihte Kirche ist der Ersatzbau für den 2012 wegen statischer und brandschutztechnischer Mängel abgerissenen Vorgängerbau. |
|                | St. Joachim                                                                            | Obersendling Maisinger Platz 22 (Standort)                                     | 1955–1956            |              | |
| weitere Bilder | St. Johann Baptist (Alte Pfarrkirche)                                                  | Haidhausen Kirchenstraße 39 (Standort)                                         |                      |              | |
| weitere Bilder | St. Johann Baptist (Neue Pfarrkirche)                                                  | Haidhausen Johannisplatz 22 (Standort)                                         | 1852–1874            | 97,00        | Neugotik |
| weitere Bilder | St. Johann Baptist                                                                     | Johanneskirchen Gleißenbachstraße 2 (Standort)                                 | 13. Jh.              |              | Romanik |
| weitere Bilder | St. Johann Baptist (Alte Kirche)                                                       | Solln Herterichstraße 54 (Standort)                                            |                      |              | |
| weitere Bilder | St. Johann Baptist (Neue Pfarrkirche)                                                  | Solln Fellererplatz 8 (Standort)                                               | 1904–1905            |              | |
| weitere Bilder | St. Johann von Capistran                                                               | Parkstadt Bogenhausen Gotthelfstraße 5 (Standort)                              | 1959–1960            |              | runder Backsteinbau mit einem auf Säulen gelagerten Dach |
|                | St. Johannes Evangelist                                                                | Feldmoching (Siedlung am Lerchenauer See) Gustav-Schiefer-Straße 21 (Standort) | 1967–1968            |              | |
| weitere Bilder | St. Johann Nepomuk                                                                     | Ludwigsfeld Kristallstraße 8b (Standort)                                       | 1960–1961            |              | Wird auch von der Ukrainischen orthodoxen griechisch-katholischen Kirche genutzt. |
| weitere Bilder | Johann-Nepomuk-Kapelle                                                                 | Pasing (Standort)                                                              | 1700–1704            |              | |
| weitere Bilder | St. Joseph                                                                             | Maxvorstadt Josephsplatz 1 (Standort)                                          | 1898–1902            |              | Neubarock |
|                | Josefskapelle                                                                          | Perlach Friedrich-Panzer-Weg (Standort)                                        | 1979–1980            |              | |
| weitere Bilder | St. Karl Borromäus                                                                     | Forstenried Genfer Platz 4 (Standort)                                          | 1963–1964            |              | |
|                | St. Katharina von Siena                                                                | Freimann Pferggasse 2 (Standort)                                               | 1989–1991            |              | |
| weitere Bilder | St. Klara                                                                              | Zamdorf Friedrich-Eckart-Straße 9 (Standort)                                   | 1955–1956            |              | |
|                | Kommunität Venio                                                                       | Nymphenburg Döllingerstraße 32 (Standort)                                      | 1952                 |              | |
|                | St. Konrad                                                                             | Neuaubing Freienfelsstraße 5 (Standort)                                        | 1956                 |              | |
| weitere Bilder | St. Korbinian                                                                          | Sendling Gotzinger Platz 2 (Standort)                                          | 1924–1926            | 55,00        | Neubarock |
|                | Hauskirche Kreszentia-Stift                                                            | Isarvorstadt Isartalstraße 6 (Standort)                                        |                      |              | Hauskirche des Kreszentia Wohnstifts und Pflegeheims |
|                | St. Lantpert                                                                           | Milbertshofen Torquato-Tasso-Straße 40 (Standort)                              | 1957–1958            | 40           | Grundsteinlegung 1957 im 1000. Todesjahr des Hl. Lantpert, Bischof von Freising |
| weitere Bilder | St. Laurentius                                                                         | Gern Nürnberger Straße 54 (Standort)                                           | 1955                 |              | |
| weitere Bilder | Leiden Christi                                                                         | Obermenzing Grandlstraße 8 (Standort)                                          | 1923–1924            |              | |
|                | St. Leonhard                                                                           | Pasing Goßwinstraße 11 (Standort)                                              | 1959                 |              | |
| weitere Bilder | Kapelle St. Leonhard                                                                   | Hadern Großhaderner Straße 52 (Standort)                                       | 1894–1895            |              | |
| weitere Bilder | St. Lorenz                                                                             | Oberföhring Muspillistraße 14 (Standort)                                       | 1680                 |              | |
| weitere Bilder | Loretokapelle (auch: Altöttinger Kapelle)                                              | Haidhausen Innere Wiener Straße 3 (Standort)                                   | 1678                 |              | Angebaut an die Kirche St. Nikolai; 1820 abgerissen und größer wiederaufgebaut; 1944 bei einem Bombenangriff ausgebrannt, 1955 wiedereröffnet. Wird genutzt durch die Gemeinde Maria Schutz der Orthodoxen Kirche der Ukraine.                                              |
| weitere Bilder | St. Ludwig (auch: Ludwigskirche)                                                       | Maxvorstadt Ludwigstraße 20 (Standort)                                         | 1829–1844            |              | Pfarr- und Universitätskirche; von Friedrich von Gärtner im italienisch-romanischen Stil erbaut; erster Monumentalkirchenbau im Rundbogenstil, zweitgrößtes Altarfresko der Welt.                                                                                           |
|                | St. Lukas                                                                              | Am Westkreuz (Aubing) Aubinger Straße 63 (Standort)                            | 1971–1972            |              | |
| weitere Bilder | Magdalenenklause                                                                       | Nymphenburg (Schlosspark Nymphenburg) (Standort)                               | 1725–1728            |              | Wallfahrtskirche im Schlosspark Nymphenburg |
| weitere Bilder | Alte Pfarrkirche St. Margaret                                                          | Sendling Sendlinger Kirchplatz (Standort)                                      | 1711–1713            |              | Barock |
| weitere Bilder | Neue Pfarrkirche St. Margaret                                                          | Sendling Margaretenplatz 1 (Standort)                                          | 1913                 | 85,50        | Neubarock |
| weitere Bilder | St. Maria                                                                              | Ramersdorf Ramersdorfer Straße 6 (Standort)                                    | 14./15. Jh.          |              | barockisierte gotische Wallfahrtskirche |
| weitere Bilder | St. Maria                                                                              | Thalkirchen Fraunbergplatz 1 (Standort)                                        |                      |              | |
| weitere Bilder | Kapelle Maria am Wege                                                                  | Pasing Maria-Eich-Straße 52                                                    | 1902                 |              | auch unter dem Namen ihres Erbauers als „Förg-Kapelle“ bekannt |
| weitere Bilder | Mariä Geburt                                                                           | Pasing Am Klostergarten (Standort)                                             |                      |              | alte katholische Pfarrkirche mit spätgotischem Kern |
| weitere Bilder | Maria Heimsuchung                                                                      | Schwanthalerhöhe Ridlerstraße 90 (Standort)                                    | 1933–1934            |              | romanisierend |
| weitere Bilder | Maria Himmelfahrt                                                                      | Allach Höcherstraße 14 (Standort)                                              | 1954–1955            |              | |
| weitere Bilder | Maria Immaculata                                                                       | Harlaching Seybothstraße 55 (Standort)                                         | 1958–1959            |              | |
| weitere Bilder | Maria Immaculata                                                                       | Lehel Reitmorstraße 39 (Standort)                                              | 1901–1903            |              | neubarocke Hauskirche des Senioren- und Pflegeheims Vincentinum |
| weitere Bilder | Maria Königin der Märtyrer                                                             | Fasangarten Cincinnatistraße 60a (Standort)                                    | 1996                 |              | Die Bauaufsicht veranlasste im Dezember 2023 die Schließung, da der 1996 errichtete Sonderbau nur befristet genehmigt worden war und seit 2016 keine Baugenehmigung mehr vorlag. Stand August 2025: Kirche ist zugänglich und wird genutzt.                                 |
| weitere Bilder | Maria, Königin des Friedens                                                            | Obergiesing Untersbergstraße 1 (Standort)                                      | 1935–1937            |              | |
| weitere Bilder | Maria Rosenkranzkönigin                                                                | Pasing Institutstraße 3 (Standort)                                             | 1890–1891            |              | |
| weitere Bilder | Maria Schutz                                                                           | Pasing Bäckerstraße 19 (Standort)                                              | 1905–09              |              | Neuromanik |
| weitere Bilder | Maria Schutz und St. Andreas                                                           | Untergiesing Schönstraße 55 (Standort)                                         | 1976                 |              | Kathedralkirche der Apostolischen Exarchie für katholische Ukrainer des byzantinischen Ritus in Deutschland und Skandinavien |
| weitere Bilder | Mariä Sieben Schmerzen                                                                 | Hasenbergl Thelottstraße 28 (Standort)                                         |                      |              | |
|                | Maria Trost                                                                            | Untermenzing Rueßstraße 47 (Standort)                                          | 1972                 |              | |
|                | St. Maria Trösterin der Betrübten (JVA Stadelheim)                                     | Obergiesing Stadelheimer Straße 12 (Standort)                                  | ca. 1900             |              | Anstaltskirche auf dem Gelände der Justizvollzugsanstalt |
| weitere Bilder | Maria vom Guten Rat                                                                    | Schwabing Hörwarthstraße 5 (Standort)                                          | 1956–1957            |              | Gemeinschaft Emmanuel |
| weitere Bilder | Mariahilfkirche                                                                        | Au Mariahilfplatz 11 (Standort)                                                | 1831–1839            | 92           | älteste neugotische Kirche Münchens |
| weitere Bilder | Marienklause                                                                           | Harlaching (Standort)                                                          | 1866                 |              | Holz- und Nagelfluhbau, erbaut von Martin Achleitner, befindet sich am Steilufer der Isar |
|                | St. Markus                                                                             | Neuaubing Wiesentfelser Straße 49 (Standort)                                   | 1972–1974            |              | |
| weitere Bilder | St. Martin                                                                             | Alt-Riem Martin-Empl-Ring 15 (Standort)                                        |                      |              | |
| weitere Bilder | Alte Pfarrkirche St. Martin                                                            | Moosach Moosacher St.-Martins-Platz 1 (Standort)                               | 12./13. Jh.          |              | Romanik, vermutlich älteste noch bestehende Kirche in München, erste Erwähnung des hölzernen Vorgängerbaus um 800 |
| weitere Bilder | Neue Pfarrkirche St. Martin                                                            | Moosach Leipziger Straße 11 (Standort)                                         | 1921–1924            |              | Erbaut im neuromanischen Stil; Architekt war Hermann Leitenstorfer |
| weitere Bilder | St. Martin                                                                             | Untermenzing Eversbuschstraße 9 (Standort)                                     |                      |              | |
|                | St. Matthäus                                                                           | Hasenbergl Eduard-Spranger-Straße 46 (Standort)                                | 1971–1972            |              | |
| weitere Bilder | St. Matthias                                                                           | Fürstenried Appenzellerstraße 2 (Standort)                                     | 1964–1965            |              | |
| weitere Bilder | St. Mauritius                                                                          | Moosach Templestraße 5 (Standort)                                              | 1967                 |              | Brutalismus |
| weitere Bilder | St. Maximilian                                                                         | Isarvorstadt Auenstraße 1 (Standort)                                           | 1892–1908            |              | Neuromanik |
| weitere Bilder | St. Maximilian Kolbe                                                                   | Neuperlach Maximilian-Kolbe-Allee 18 (Standort)                                | 1994–1997            |              | |
| weitere Bilder | St. Michael                                                                            | Perlach Pfanzeltplatz 1 (Standort)                                             | 1728–1732            |              | Rokoko |
| weitere Bilder | St. Michael                                                                            | Berg am Laim Johann-Michael-Fischer-Platz 2 (Standort)                         | 1735–1751            |              | Rokoko |
| weitere Bilder | St. Michael                                                                            | Lochhausen Schussenrieder Straße 6 (Standort)                                  | vor 1422             |              | |
| weitere Bilder | St. Michael                                                                            | Altstadt Neuhauser Straße 6 (Standort)                                         | 1583–1597            |              | Renaissance, Filiale der Dompfarrei, Jesuiten, Meditationskirche |
|                | Michaelikapelle                                                                        | Trudering (Siedlung Michaeliburg) Corinthstraße 13 (Standort)                  |                      |              | Kriegergedächtniskapelle |
| weitere Bilder | St. Monika                                                                             | Neuperlach Max-Kolmsperger-Straße 7 (Standort)                                 | 1969–1970            |              | |
| weitere Bilder | Namen Jesu                                                                             | Laim Saherrstraße 17 (Standort)                                                | 1972                 |              | Folgebau einer 1934 errichteten Kirche an gleicher Stelle, die 1971 wegen Platzmangels abgerissen werden musste |
| weitere Bilder | St. Nikolai                                                                            | Haidhausen (am Gasteig) Innere Wiener Straße 1 (Standort)                      |                      |              | |
| weitere Bilder | St. Nikolaus                                                                           | Englschalking Flaschenträgerstraße 1 (Standort)                                | 13. Jh.              |              | Romanik und Frühgotik |
| weitere Bilder | St. Nikolaus                                                                           | Freimann Heinrich-Groh-Straße 11 (Standort)                                    | 14. Jh               | .            | |
| weitere Bilder | St. Nikolaus                                                                           | Hasenbergl Stanigplatz 13 (Standort)                                           | 1962–1963            |              | |
| weitere Bilder | St. Paul (auch: Paulskirche)                                                           | Ludwigsvorstadt St.-Pauls-Platz 11 (Standort)                                  | 1892–1906            | 97,00        | Architekt war Georg von Hauberrisser; Neugotik |
| weitere Bilder | St. Peter                                                                              | Großhadern Heiglhofstraße 10 (Standort)                                        | um 1500              |              | spätgotisch |
| weitere Bilder | St. Peter (auch: Alter Peter)                                                          | Altstadt Petersplatz 1 (Standort)                                              | 1278–1294            | 91           | älteste erwähnte Pfarrkirche Münchens |
| weitere Bilder | St. Peter und Paul                                                                     | Allach Eversbuschstraße 195 (Standort)                                         | um 800               |              | |
| weitere Bilder | St. Peter und Paul                                                                     | Feldmoching Feldmochinger Straße 401 (Standort)                                |                      |              | Neben der Kirche wurde 1929 der Feldmochinger Friedhof geweiht. |
| weitere Bilder | St. Peter und Paul                                                                     | Kirchtrudering Kirchtruderinger Straße 2 (Standort)                            | 1936                 |              | |
|                | St. Petrus Forerius                                                                    | Au Mariahilfplatz 14 (Standort)                                                | ≈ 1935               | kein Turm    | Klosterkirche der Armen Schulschwestern |
| weitere Bilder | St. Philipp Neri                                                                       | Neuperlach Kafkastraße 17 (Standort)                                           | 1972–1973            |              | |
| weitere Bilder | St. Philipp und Jakob                                                                  | Daglfing Kohlbrennerstraße 21 (Standort)                                       | 1724                 |              | Barock |
| weitere Bilder | St. Philippus                                                                          | Laim Westendstr. 249 (Standort)                                                | 1984                 |              | |
| weitere Bilder | St. Pius                                                                               | Berg am Laim Piusstraße 11 (Standort)                                          | 1932                 |              | |
|                | Priorat St. Pius X. und Patrona Bavariae                                               | Sendling Johann-Clanze-Straße 100 (Standort)                                   | 1987                 |              | Kirche der kanonisch aufgehobenen Priesterbruderschaft St. Pius X. Sie wurde 1987 vom suspendierten Erzbischof Marcel Lefebvre konsekriert, der 1988 exkommuniziert wurde                                                                                                   |
| weitere Bilder | St. Quirin                                                                             | Aubing Ubostraße 5 (Standort)                                                  | 1489                 |              | |
| weitere Bilder | St. Raphael                                                                            | Moosach-Hartmannshofen Lechelstraße 54 (Standort)                              | 1932                 |              | Architekt: Hans Döllgast |
| weitere Bilder | St. Rita                                                                               | Bogenhausen (Arabellapark) Daphnestraße 27 (Standort)                          | 1984–1987            |              | |
| weitere Bilder | St. Rupert                                                                             | Schwanthalerhöhe (Westend) Gollierplatz 1 (Standort)                           | 1901–1903            |              | |
| weitere Bilder | Schmerzhafte Kapelle                                                                   | Glockenbachviertel Ecke Kapuziner- und Isartalstraße (Standort)                |                      |              | gehört zum Kapuzinerkloster St. Anton |
| weitere Bilder | St. Sebastian                                                                          | Schwabing Hiltenspergerstraße 115 (Standort)                                   | 1928–1929            |              | |
| weitere Bilder | St. Stephan                                                                            | Isarvorstadt Stephansplatz 2 (Standort)                                        | 1674–1677            |              | ehemalige Friedhofskirche des Alten Südfriedhofs |
| weitere Bilder | St. Stephan                                                                            | Berg am Laim (Baumkirchen) Baumkirchner Straße 45 (Standort)                   | um 1511              |              | |
|                | St. Stephan                                                                            | Neuperlach Lüdersstraße 12 (Standort)                                          | 1977–1979            |              | |
| weitere Bilder | St. Stephan                                                                            | Sendling Zillertalstraße 47 (Standort)                                         | 1976–1977            |              | |
| weitere Bilder | St. Sylvester                                                                          | Schwabing Biedersteiner Straße 1 (Standort)                                    | um 1200              |              | |
| weitere Bilder | Theatinerkirche (eigentlich: St. Kajetan)                                              | Altstadt Theatinerstraße 22 (Standort)                                         | 1663–ca. 1765        |              | Filiale der Dompfarrei |
| weitere Bilder | St. Theresia                                                                           | Neuhausen Dom-Pedro-Straße 39 (Standort)                                       | 1922–1924            |              | Klosterkirche der Unbeschuhten Karmeliten |
| weitere Bilder | St. Thomas Apostel                                                                     | Johanneskirchen Cosimastraße 204 (Standort)                                    | 1973                 |              | |
| weitere Bilder | St. Thomas Morus                                                                       | Mittersendling Heckenstallerstraße 104 (Standort)                              | 1965–1966            |              | |
| weitere Bilder | St. Ulrich                                                                             | Laim Agnes-Bernauer-Straße 104 (Standort)                                      | 1315 oder früher     |              | 1315 erstmals urkundlich erwähnt |
| weitere Bilder | St. Ursula                                                                             | Schwabing Kaiserplatz 1 (Standort)                                             | 19. Jh.              |              | Neurenaissance |
|                | Verklärung Christi                                                                     | Ramersdorf Adam-Berg-Straße 40 (Standort)                                      | 1971–1972            |              | |
|                | Schlosskirche Verklärung Christi                                                       | Fürstenried (Schloss Fürstenried) (Standort)                                   |                      |              | |
|                | St. Vinzenz                                                                            | Neuhausen Klarastraße 16 (Standort)                                            | 1949–1950            |              | |
|                | Kapelle St. Vinzenz im Mutterhaus der Barmherzigen Schwestern vom hl. Vinzenz von Paul | Berg am Laim Vinzenz-von-Paul-Straße 1 (Standort)                              | 2007                 |              | |
| weitere Bilder | Wiederkunft des Herrn                                                                  | Fürstenried Allgäuer Straße 40 (Standort)                                      | 1970–1972            |              | |
| weitere Bilder | St. Willibald                                                                          | Pasing Agnes-Bernauer-Straße 181 (Standort)                                    | 1958                 |              | Pfarr- und Klosterkirche der Salvatorianer |
| weitere Bilder | Winthirkirche (auch: Mariä Himmelfahrt)                                                | Neuhausen Winthirstraße 15 (Standort)                                          | 15. Jh.              |              | |
| weitere Bilder | St. Wolfgang                                                                           | Pipping (Obermenzing) Pippinger Straße 49a (Standort)                          | 1478–1480            |              | original erhaltene spätgotische Kirche; Filialkirche von Leiden Christi |
| weitere Bilder | St. Wolfgang                                                                           | Haidhausen St.-Wolfgangs-Platz 8a (Standort)                                   | 1915–1920            |              | |
|                | Zu den heiligen Engeln                                                                 | Obergiesing Weißenseestraße 35 (Standort)                                      | 1954–1955            |              | |
|                | Zu den heiligen vierzehn Nothelfern                                                    | Am Hart Karlsbader Straße 3 (Standort)                                         |                      |              | |
| weitere Bilder | Zu den heiligen zwölf Aposteln                                                         | Laim Siglstraße 12 (Standort)                                                  | 1951–1953            |              | |
|                | Zum guten Hirten                                                                       | Haidhausen Preysingstraße 85 (Standort)                                        |                      |              | Kapelle im kirchlichen Zentrum auf dem Areal der Katholischen Stiftungshochschule München |

### Altorientalische, orthodoxe und altkatholische Kirchen
| Bild           | Name                                                                     | Standort                                         | Bauzeit | Konfession                                                                              | Anmerkungen |
| -------------- | ------------------------------------------------------------------------ | ------------------------------------------------ | ------- | --------------------------------------------------------------------------------------- | --- |
| weitere Bilder | Allerheiligenkirche                                                      | Schwabing Ungererstraße 131 (Standort)           |         | griechisch-orthodox                                                                     | |
| weitere Bilder | Archiconvent der Templer                                                 | Untergiesing Birkenleiten 35 (Standort)          | 1880    | orientalisch-orthodox-katholischer und kreuzesritterlicher Chor- und Hospitaliter-Orden | Templer-Kloster |
|                | Ukrainisch-orthodoxe St.-Petrus-und-Paulus-Kirche in München-Ludwigsfeld | Siedlung Ludwigsfeld Granatstraße 1 (Standort)   | 1952    | ukrainisch-orthodox                                                                     | 1952 von ehemaligen KZ-Häftlingen und Zwangsarbeitern errichtet |
|                | Äthiopisch-orthodoxe Kirche                                              | Moosach Riesstraße 102 (Standort)                |         | äthiopisch-orthodox                                                                     | |
| weitere Bilder | Heiliger Hiob von Potschajew                                             | Obermenzing Hofbauernstraße 26 (Standort)        | 1945    | russisch-orthodox                                                                       | Klosterkirche |
| weitere Bilder | Heilige Maria                                                            | Fasangarten Fasangartenstraße 127 a (Standort)   | 2016    | rumänisch-orthodox                                                                      | Holzkirche |
|                | Heiliger Märtyrerkönig Jovan Vladimir                                    | Neuperlach Putzbrunner Straße 49 (Standort)      |         | serbisch-orthodox                                                                       | benannt nach Jovan Vladimir |
| weitere Bilder | Kirche des Heiligen Erzengels Michael                                    | Siedlung Ludwigsfeld Achatstraße 14 (Standort)   |         | russisch-orthodox                                                                       | |
| weitere Bilder | St. Mina                                                                 | Berg am Laim Josephsburgstraße 24 (Standort)     | 1851    | koptisch                                                                                | auch Loretokapelle genannt, erbaut als Klosterkirche der Englischen Fräulein                                                                                                   |
| weitere Bilder | Heilige Neumärtyrer und Bekenner Russlands und heiliger Nikolaus         | Obergiesing Lincolnstraße 58 (Standort)          |         | russisch-orthodox                                                                       | Kathedralkirche; bis 1993 Military Chapel, Perlacher Forst, U.S. Army Europe                                                                                                   |
| weitere Bilder | Ost-West-Friedenskirche                                                  | Olympiapark Spiridon-Louis-Ring 100 (Standort)   | 1960er  | russisch-orthodox                                                                       | erbaut von dem Einsiedler Timofei Wassiljewitsch Prochorow aus dem Schutt des Zweiten Weltkriegs auf dem Oberwiesenfeld, bei einem Brand am 11. Juni 2023 vollständig zerstört |
| weitere Bilder | Salvatorkirche                                                           | Altstadt Salvatorstraße 17 (Standort)            | 15. Jh. | griechisch-orthodox                                                                     | ehemalige Friedhofskirche der Frauenkirche |
|                | Hl. Siluan                                                               | Ludwigsvorstadt Paul-Heyse-Straße 19 (Standort)  |         | rumänisch-orthodox                                                                      | Kapelle |
| weitere Bilder | Kirche des heiligen Königs Wachtang Gorgassali                           | Siedlung Ludwigsfeld Kristallstraße 8 (Standort) |         | georgisch-orthodox                                                                      | benannt nach Wachtang I. Gorgassali |
|                | St. Willibrord                                                           | Altstadt, Blumenstraße 36 (Standort)             |         | altkatholisch                                                                           | ehemalige Kirche der britischen Gesandtschaft |

### Evangelische Kirchen

#### Kirchen der Evangelisch-Lutherischen Kirche in Bayern
| Bild           | Name                          | Standort                                                                       | Bauzeit   | Anmerkungen |
| -------------- | ----------------------------- | ------------------------------------------------------------------------------ | --------- | --- |
| weitere Bilder | Adventskirche                 | Aubing Limesstraße 85 (Standort)                                               | 1938–1940 | erbaut von Horst Schwabe |
| weitere Bilder | Andreaskirche                 | Fürstenried Walliser Straße 13 (Standort)                                      | 1963      | erbaut von Gustav Gsaenger |
| weitere Bilder | Apostelkirche                 | Solln Konrad-Witz-Straße 17 (Standort)                                         | 1961      | erbaut von Gustav Gsaenger |
| weitere Bilder | Auferstehungskirche           | Schwanthalerhöhe Gollierstraße 55 (Standort)                                   | 1931      | erbaut von German Bestelmeyer |
| weitere Bilder | Bethanienkirche               | Feldmoching Eberhartstraße 10 (Standort)                                       | 1963–1964 | Erbaut von Johannes Ludwig |
|                | Bethlehemskirche              | Untermenzing Grünspechtstraße 13 (Standort)                                    | 1961      | Erbaut von Gustav Gsaenger, Vorgängerbau als Gemeindesaal genutzt |
| weitere Bilder | Carolinenkirche               | Obermenzing Sarasatestraße 16 (Standort)                                       | 1975      | erbaut von Alexander Pagenstecher |
| weitere Bilder | Christuskirche                | Neuhausen Dom-Pedro-Platz 4 (Standort)                                         | 1899–1900 | Sitz des Prodekanates München-West |
| weitere Bilder | Dankeskirche                  | Milbertshofen Keferloherstraße 66 (Standort)                                   | 1965      | erbaut von Gustav Gsaenger |
| weitere Bilder | Dietrich-Bonhoeffer-Kirche    | Neuperlach Dietzfelbingerplatz 2 (Standort)                                    | 1999      | |
| weitere Bilder | Dreieinigkeitskirche          | Bogenhausen Merzstraße 11 (Standort)                                           | 1936/37   | |
| weitere Bilder | Emmauskirche                  | Harlaching Langobardenstraße 16 (Standort)                                     | 1964      | erbaut von Franz Lichtblau |
|                | Epiphaniaskirche              | Allach St.-Johann-Straße 26 (Standort)                                         |           | Erbaut von Gustav Gsaenger |
| weitere Bilder | Erlöserkirche                 | Schwabing Ungererstraße 13 (Standort)                                          | 1900/01   | Erbaut von Theodor Fischer |
| weitere Bilder | Evangeliumskirche             | Hasenbergl Stanigplatz 10 (Standort)                                           | 1962      | erbaut von Helmut von Werz und Johann-Christoph Ottow |
| weitere Bilder | Friedenskirche                | Trudering Friedenspromenade 101 (Standort)                                     | 1930      | 1959 erweitert |
| weitere Bilder | Gethsemanekirche              | Sendling Ettalstraße 3 (Standort)                                              | 1958      | Erbaut von Gustav Gsaenger |
| weitere Bilder | Gustav-Adolf-Kirche           | Ramersdorf Hohenaschauer Straße 1 (Standort)                                   |           | |
| weitere Bilder | Heilig-Geist-Kirche           | Moosach Hugo-Troendle-Straße 53 (Standort)                                     | 1958      | erbaut von Christoph von Petz. |
| weitere Bilder | Himmelfahrtskirche            | Pasing Marschnerstraße 2 (Standort)                                            | 1903/04   | erbaut von Carl Hocheder |
| weitere Bilder | Himmelfahrtskirche            | Sendling Kidlerstraße 15 (Standort)                                            | 1919/20   | Ursprünglich Wirtshaussaal – nach starken Kriegszerstörungen 1950/53 unter Verwendung von Trümmerbacksteinen wieder aufgebaut                                            |
|                | Hoffnungskirche               | Freimann Carl-Orff-Bogen 217 (Standort)                                        | 1994      | |
| weitere Bilder | Immanuelkirche                | Denning Allensteiner Straße 9 (Standort)                                       | 1965/66   | erbaut von Franz Lichtblau und Ludwig Bauer |
|                | Jesajakirche                  | Fasangarten Balanstraße 361 (Standort)                                         | 1966      | |
| weitere Bilder | St. Johannes                  | Haidhausen Preysingstraße 17 (Standort)                                        | 1916      | Wiederaufbau 1949 |
|                | Jubilatekirche                | Waldperlach Waldperlacher Straße 46 (Standort)                                 | 1986      | |
| weitere Bilder | Kapernaumkirche               | Feldmoching (Siedlung am Lerchenauer See) Joseph-Seifried-Straße 27 (Standort) | 1966–1968 | Architekt: Reinhard Riemerschmid |
| weitere Bilder | Kreuzkirche                   | Schwabing-West Hiltenspergerstraße 55 (Standort)                               | 1950/1968 | Erbaut von Theodor Steinhauser, Vorgängerbau (von Otto Bartning) dient nun als Gemeindesaal                                                                              |
|                | Lätarekirche                  | Neuperlach Quiddestraße 15 (Standort)                                          | 1971      | |
| weitere Bilder | St. Lukas                     | Lehel Mariannenplatz 3 (Standort)                                              | 1893–1896 | größte evangelische Kirche in München |
| weitere Bilder | Lutherkirche                  | Obergiesing Martin-Luther-Straße 4 (Standort)                                  | 1927      | |
| weitere Bilder | Magdalenenkirche              | Moosach Ohlauer Straße 16 (Standort)                                           | 1989      | |
| weitere Bilder | Maria Heil der Kranken        | Haidhausen Ismaninger Straße 22 (Standort)                                     |           | |
| weitere Bilder | St. Markus                    | Maxvorstadt Gabelsbergerstraße 6 (Standort)                                    | 1877      | nach weitgehender Zerstörung im Zweiten Weltkrieg 1955 bis 1957 von Gustav Gsaenger wieder aufgebaut; Sitz der Stadtdekanin                                              |
|                | St.-Martins-Kapelle           | Isarvorstadt Arndtstraße 8 (Standort)                                          | 1961–1963 | |
| weitere Bilder | St. Matthäus                  | Ludwigsvorstadt Nußbaumstraße 1 (Standort)                                     | 1953–1957 | erste evangelische Kirche Münchens; Vorgängerbau wurde 1938 abgerissen; Neubau von Gustav Gsaenger, erster evangelischer Kirchenbau in München nach 1945, Bischofskirche |
|                | Michaelskirche                | Freimann Grusonstraße 21 (Standort)                                            | 1957      | |
| weitere Bilder | Nazarethkirche                | Parkstadt Bogenhausen Barbarossastraße 3 (Standort)                            | 1961–1962 | erbaut von Helmut von Werz und Johann-Christoph Ottow. |
|                | Nikodemuskirche               | Schwabing-Alte Heide Echinger Straße 20 (Standort)                             | 1961      | |
| weitere Bilder | Offenbarungskirche            | Berg am Laim Schildensteinstraße 15 (Standort)                                 | 1962      | erbaut von Helmut von Werz und Johann-Christoph Ottow |
| weitere Bilder | Olympiakirche                 | Milbertshofen (Olympisches Dorf) Helene-Mayer-Ring 25 (Standort)               | 1970–1972 | Ökumenisches Zentrum mit der katholischen Kirche Frieden Christi |
| weitere Bilder | Passionskirche                | Obersendling Tölzer Straße 17 (Standort)                                       | 1970      | |
| weitere Bilder | Paul-Gerhardt-Kirche          | Laim Mathunistraße 25 (Standort)                                               | 1956      | Erbaut von Johannes Ludwig |
| weitere Bilder | St. Paulus                    | Perlach Sebastian-Bauer-Straße 21 (Standort)                                   | 1849      | erbaut von Georg Friedrich Ziebland; heute der älteste erhaltene protestantische Kirchenbau Münchens                                                                     |
|                | Petruskirche                  | Solln Stockmannstraße 45a (Standort)                                           | 1975      | Ökumenisches Kirchenzentrum mit der katholischen Kirche St. Ansgar, erbaut von Ernst Maria Lang. Die Petruskirche wurde im Juli 2024 entwidmet.                          |
| weitere Bilder | Philippuskirche               | Obergiesing Chiemgaustraße 7 (Standort)                                        | 1964      | erbaut von Franz Lichtblau und Johann Nepomuk Bauer |
|                | Reformations-Gedächtniskirche | Großhadern Ebernburgstraße 12 (Standort)                                       | 1969      | erbaut von Gustav Gsaenger |
|                | Rogatekirche                  | Ramersdorf Bad-Schachener-Straße 28 (Standort)                                 | 1964      | |
| weitere Bilder | Sophienkirche                 | Riem (Messestadt Riem) Platz der Menschenrechte 1 (Standort)                   | 2005      | Teil des ökumenischen Kirchenzentrums mit der katholischen St.-Florians-Kirche                                                                                           |
| weitere Bilder | Stephanuskirche               | Nymphenburg Nibelungenstraße 51 (Standort)                                     | 1936–1938 | erbaut von German Bestelmeyer |
| weitere Bilder | Vaterunserkirche              | Oberföhring Fritz-Meyer-Weg 9 (Standort)                                       | 1980      | |
|                | Versöhnungskirche             | Harthof Hugo-Wolf-Straße 18 (Standort)                                         | 1957      | erbaut von Franz Gürtner |

#### Kirchen der Evangelisch-reformierten Kirche in Bayern
| Bild | Name                                              | Standort                                    | Bauzeit | Anmerkungen                                                 |
| ---- | ------------------------------------------------- | ------------------------------------------- | ------- | ----------------------------------------------------------- |
|      | Evangelisch-Reformierte Kirchengemeinde München 1 | Isarvorstadt Reisingerstraße 11 (Standort)  |         | Die Kirche befindet sich im unteren Teil eines Wohngebäudes |
|      | Evangelisch-Reformierte Kirchengemeinde München 2 | Neuperlach Kurt-Eisner-Straße 52 (Standort) |         |                                                             |

#### Evangelische Freikirchen
| Bild           | Name                                                              | Lage                                                               | Bauzeit   | Anmerkungen, Baustil                                                                               |
| -------------- | ----------------------------------------------------------------- | ------------------------------------------------------------------ | --------- | -------------------------------------------------------------------------------------------------- |
|                | Adventgemeinde München-Isartal                                    | Isarvorstadt Isartalstraße 40 (Standort)                           |           | |
|                | Adventgemeinde München-Pasing                                     | Pasing Bodenseestraße 61 (Standort)                                | 1975      | |
| weitere Bilder | Adventgemeinde München-Nymphenburg                                | Gern Tizianstraße 18 (Standort)                                    |           | |
|                | Adventgemeinde München-Sendling                                   | Sendling-Westpark (am Waldfriedhof) Oberauerstraße 3–5 (Standort)  |           | |
| weitere Bilder | Adventgemeinde München-Waldfrieden                                | Sendling-Westpark (am Waldfriedhof) Schongauer Straße 2 (Standort) | 2009–2011 | |
|                | Apostolische Gemeinschaft                                         | Isarvorstadt Isartalstraße 40 (Standort)                           |           | die Gemeinde ist 2024 von der Westendstraße umgezogen und nun in der Adventgemeinde zur Untermiete |
|                | Christuskirche (Baptistische Evangelisch-Freikirchliche Gemeinde) | Neuperlach Schumacherring 24 (Standort)                            |           | |
|                | Erlöserkirche (Ev.-methodistisch)                                 | Moosach Hanauer Straße 54 (Standort)                               |           | |
|                | Evangelisch-freikirchliche Gemeinde (Baptistisch)                 | Isarvorstadt Holzstraße 9 (Standort)                               |           | |
| weitere Bilder | Freie evangelische Gemeinde München-Mitte                         | Ludwigsvorstadt Mozartstraße 12 (Standort)                         |           | |
|                | Freie evangelische Gemeinde München-Nord                          | Freimann Frankfurter Ring 150 (Standort)                           |           | |
|                | Freikirche der Siebenten-Tags-Adventisten                         | Haidhausen Innere Wiener Straße 34 (Standort)                      |           | |
| weitere Bilder | Friedenskirche (Ev.-methodistisch)                                | Isarvorstadt Frauenlobstraße 5 (Standort)                          |           | |
|                | ICF München                                                       | Isarvorstadt Arnulfstraße 17 (ZOB) (Standort)                      |           | |
| weitere Bilder | Trinitatiskirche (Selbständige Evangelisch-Lutherische Kirche)    | Obermenzing Lustheimstraße 20 (Standort)                           | 2019      | |

### Apostolische Kirchen
| Bild           | Name                                  | Lage                                            | Bauzeit | Anmerkungen, Baustil |
| -------------- | ------------------------------------- | ----------------------------------------------- | ------- | --- |
|                | Neuapostolische Kirche Allach         | Allach Riederstraße 13 (Standort)               |         | |
| weitere Bilder | Neuapostolische Kirche Berg am Laim   | Berg am Laim Großvenedigerstraße 29 (Standort)  |         | |
|                | Neuapostolische Kirche Bogenhausen    | Bogenhausen Ismaninger Straße 110a (Standort)   |         | Die Kirche Bogenhausen wurde am 20. Juni 2024 entwidmet und ist seitdem geschlossen. Die Gemeinde besucht nun die Gottesdienste in Garching. |
|                | Neuapostolische Kirche Giesing        | Obergiesing Plecherstraße 4 (Standort)          |         | |
|                | Neuapostolische Kirche Harthof        | Harthof Lemckestraße 7 (Standort)               |         | |
| weitere Bilder | Neuapostolische Kirche Laim           | Laim Helmpertstraße 7 (Standort)                |         | |
| weitere Bilder | Neuapostolische Kirche Mittersendling | Mittersendling Waakirchner Straße 20 (Standort) |         | |
| weitere Bilder | Neuapostolische Kirche Moosach        | Moosach Baubergerstraße 20 (Standort)           |         | Die Kirche München-Moosach wurde am 31. Juli 2024 entwidmet; die Gemeinde besucht nun die Gottesdienste in München-Neuhausen (Montenstr. 4, 80639 München). |
|                | Neuapostolische Kirche Neuaubing      | Neuaubing Limesstraße 45 (Standort)             |         | Die Gemeinde ist geschlossen und mit München-Laim zusammengelegt. Mit der Weihe der neuen Kirche am 27. Oktober 2013 erhielten nicht nur die Gemeinde München-Pasing und die Gemeinde München-Laim, sondern auch die Gemeinde München-Neuaubing hier ein neues Zuhause. |
| weitere Bilder | Neuapostolische Kirche Neuhausen      | Neuhausen Montenstraße 4 (Standort)             |         | |

### Andere christliche Gemeinschaften
| Bild                                                            | Name                                                    | Lage                                                    | Bauzeit | Anmerkungen, Baustil |
| --------------------------------------------------------------- | ------------------------------------------------------- | ------------------------------------------------------- | ------- | -------------------- |
| Gospel Church Landsberger Str. 428 München                      | Gospel Church                                           | Laim Landsberger Straße 428 (Standort)                  |         |                      |
|                                                                 | Erste Kirche Christi, Wissenschaftler                   | Schwabing-Freimann Ungererstraße 19 (Standort)          |         |                      |
| Zweite Kirche Christi, Wissenschaftler                          | Zweite Kirche Christi, Wissenschaftler                  | Au-Haidhausen Untere Feldstraße 1 (Standort)            |         |                      |
| Königreichssaal der Zeugen Jehovas Blutenburgstr. 116 München   | Königreichssaal der Zeugen Jehovas                      | Neuhausen Blutenburgstraße 116 (Standort)               |         |                      |
| Königreichssaal der Zeugen Jehovas Gietlstr. 3 Giesing          | Königreichssaal der Zeugen Jehovas                      | Giesing Gietlstr. 3 (Standort)                          |         |                      |
| Königreichssaal Zeugen Jehovas Landsberger Str. 232 München     | Königreichssaal der Zeugen Jehovas                      | Laim Landsberger Straße 232 (Standort)                  |         |                      |
| Königreichssaal der Zeugen Jehovas                              | Königreichssaal- und Kongresszentrum der Zeugen Jehovas | Moosach Riesstraße 4 (Standort)                         |         |                      |
| Michael-Kirche der Christengemeinschaft                         | Michael-Kirche der Christengemeinschaft                 | Schwabing-Freimann Leopoldstraße 46b (Standort)         |         |                      |
| Kirche Hofbrunnstraße 85 München                                | Kirche Jesu Christi der Heiligen der Letzten Tage       | Solln Hofbrunnstraße 85 (Standort)                      |         |                      |
| Kirche Jesu Christi der Heiligen der Letzten Tage Rückertstraße | Kirche Jesu Christi der Heiligen der Letzten Tage       | Ludwigsvorstadt-Isarvorstadt Rückertstraße 2 (Standort) |         |                      |

### Säkularisierte Kirchengebäude
| Bild           | Name                    | Standort                             | Bauzeit     | säkularisiert | Anmerkungen |
| -------------- | ----------------------- | ------------------------------------ | ----------- | ------------- | --- |
| weitere Bilder | Augustinerkirche        | Altstadt Neuhauser Straße (Standort) | 13.–14. Jh. | 1803          | heute Deutsches Jagd- und Fischereimuseum |
| weitere Bilder | Karmelitenkirche        | Altstadt (Standort)                  | 1654–1660   | 1957          | heute eine Hälfte als Archiv des Erzbistums München und Freising und Bibliothek des Metropolitankapitels München genutzt, die andere Hälfte als Veranstaltungssaal |
| weitere Bilder | Allerheiligen-Hofkirche | Altstadt Residenzstraße 1 (Standort) | 1826–1837   |               | Hofkirche der Residenz, neubyzantinische Basilika, heute Ausstellungs- und Konzertsaal                                                                             |

### Abgegangene Kirchengebäude
| Bild           | Name                                         | Standort                                               | Bauzeit     | Abriss    | Anmerkungen |
| -------------- | -------------------------------------------- | ------------------------------------------------------ | ----------- | --------- | --- |
|                | Josephspitalkirche                           | Altstadt-Lehel, Josephspitalstraße                     | 1652        | 1945      | Kirche des Josephspitals |
| weitere Bilder | Kapelle St. Emmeram                          | Oberföhring, Ortsteil St. Emmeram                      | 1739        | 1820      | angegliedert waren eine Klause für Eremiten und eine Schule |
|                | Franziskanerkirche St. Antonius von Padua    | Altstadt-Lehel, Max-Joseph-Platz                       | 1284        | 1802      | Kloster und Klosterkirche des Franziskanerordens, gegründet 1284 durch Herzog Ludwig II., den Strengen. 1802 säkularisiert und abgerissen. An ihrer Stelle steht heute das Bayerische Nationaltheater. Das Altarretabel dieser Kirche ist im Bayerischen Nationalmuseum erhalten. |
|                | St. Jakobus                                  | Neuperlach Quiddestraße 35b (Standort)                 | 1972–1974   | 2012      | Die 1974 geweihte katholische Kirche wurde wegen statischer und brandschutztechnischer Mängel abgerissen und durch den Neubau einer Kindertagesstätte ersetzt. |
|                | Lorenzkapelle                                | Altstadt, Alter Hof                                    | 13.–14. Jh. | 1816      | |
|                | Marienkapelle                                | Altstadt, Frauenplatz                                  | 13. Jh.     | 1468–1472 | romanische Basilika, Vorgängerbau der heutigen Frauenkirche |
|                | Alte Matthäuskirche                          | Isarvorstadt, Sonnenstraße                             | 1827–1833   | 1938      | durch die Nationalsozialisten abgerissen; Vorgängerbau der heutigen Kirche St. Matthäus |
|                | Nikolaikirche                                | Schwabing, Nikolaiplatz                                |             | 1898      | |
|                | Nikolauskapelle                              | Altstadt, Neuhauser Straße                             |             | 16. Jh.   | |
| weitere Bilder | Paulanerkirche                               | Au                                                     | 1621–1623   | 1902      | 1885 vernichtete ein Brand die gesamte Ausstattung |
|                | Schutzengelkapelle                           | Denning                                                | 1650        | 1953      | 1944 durch Bomben schwer beschädigt |
|                | Simeonskirche                                | Hadern (Bezirksteil Neuhadern) Wolkerweg 14 (Standort) | 1964        | 2015      | abgerissen und durch Neubau im ehemaligen Café des Augustinums ersetzt |
|                | Unsere Liebe Frau in der Gruft (Gruftkirche) | Altstadt, Marienhof                                    | 15. Jh.     |           | nach der 1442 erfolgten Vertreibung der Juden im Gebäude der damaligen Synagoge errichtet |

## Judentum
| Bild           | Name                              | Standort                                   | Bauzeit | Anmerkungen                                                                               |
| -------------- | --------------------------------- | ------------------------------------------ | ------- | ----------------------------------------------------------------------------------------- |
| weitere Bilder | Hauptsynagoge Ohel Jakob          | Altstadt, St.-Jakobs-Platz 18 (Karte)      | 2003–06 |                                                                                           |
|                | Synagoge an der Reichenbachstraße | Isarvorstadt, Reichenbachstraße 27 (Karte) | 1930–31 | nach Umzug der Gemeinde 2006 in das neue Jüdische Zentrum nicht mehr als Synagoge genutzt |

zerstört
| Bild           | Name                                       | Standort                                 | Bauzeit | Ende | Anmerkungen                                                                                      |
| -------------- | ------------------------------------------ | ---------------------------------------- | ------- | ---- | ------------------------------------------------------------------------------------------------ |
| weitere Bilder | Alte Hauptsynagoge München                 | Altstadt, Herzog-Max-Straße (Karte)      | 1887    | 1938 | im Juni 1938 als eine der ersten Synagogen in Deutschland von den Nationalsozialisten abgerissen |
| weitere Bilder | Alte Synagoge Ohel Jakob                   | Altstadt, Herzog-Rudolf-Straße 1 (Karte) | 1892    | 1938 | bei den Novemberpogromen 1938 von den Nationalsozialisten in Brand gesetzt                       |
| weitere Bilder | Synagoge an der Westenriederstraße München | Altstadt, Westenriederstraße 10 (Karte)  | 1826    | 1889 | nach Fertigstellung der Alten Hauptsynagoge abgerissen                                           |

## Islam
| Bild           | Name                                                  | Standort                            | Bauzeit | Anmerkungen |
| -------------- | ----------------------------------------------------- | ----------------------------------- | ------- | --- |
| weitere Bilder | Freimann-Moschee                                      | Freimann Wallnerstraße 3 (Karte)    | 1973    | Islamisches Zentrum München, Mitglied des Zentralrates der Muslime in Deutschland                                                        |
| weitere Bilder | Pasinger Moschee, Haci Bayram Camii                   | Pasing Planegger Straße 18 (Karte)  | 1999    | DITIB – Türkisch Islamische Gemeinde zu München-Pasing e. V.                                                                             |
| weitere Bilder | Sendlinger Moschee, Diyanet İşleri Türk İslam Merkezi | Sendling Schanzenbachstraße (Karte) | 1989    | Hinterhofmoschee, Türkisch Islamisches Gemeindezentrum München, Mitglied der Türkisch-Islamischen Union der Anstalt für Religion (DITIB) |

## Buddhismus
| Bild           | Name                                     | Standort                                     | Bauzeit | Anmerkungen |
| -------------- | ---------------------------------------- | -------------------------------------------- | ------- | --- |
| weitere Bilder | Sala im Westpark                         | Sendling-Westpark, Westpark (Karte)          |         | Errichtet für die Internationale Gartenbauausstellung 1983. Hier finden alljährlich das thailändische Neujahrsfest Songkran (April), das hinduistische Lichterfest (Oktober) sowie im Sommer die buddhistischen Vollmondfeiern statt. |
|                | Tibetisch-buddhistischer Kalmückentempel | Ludwigsfeld, Rubinstraße 14 (Karte)          |         | |
|                | Wat Thai                                 | Ramersdorf, Bad-Dürkheimer-Straße 14 (Karte) | 1991    | |

## Sikhismus
| Bild | Name                   | Standort                           | Bauzeit | Anmerkungen                              |  |
| ---- | ---------------------- | ---------------------------------- | ------- | ---------------------------------------- |  |
|      | Sikh-Tempel (Gurdwara) | Berg am Laim, Neumarkter Straße 70 |         | entstanden nach 2003 durch Gebäude-Umbau |  |

## Kawwana
Die Sekte Kawwana betrieb in München einen Tempel.
| Bild | Name                       | Standort                             | Bauzeit | Abriss | Anmerkungen                               |
| ---- | -------------------------- | ------------------------------------ | ------- | ------ | ----------------------------------------- |
|      | Tempel des Höchsten Gottes | Isarvorstadt, Gärtnerplatz 1 (Karte) | 1998    | 2009   | Abriss durch den Sektengründer veranlasst |